# حقوق الدائنين
تتمثل حقوق الدائنين (بالإنجليزية: Creditor’s rights)‏ في الأحكام الإجرائية المصممة لحماية قدرة الدائنين (الأشخاص المَدين لهم بمال) على استرجاع مستحقاتهم من الأموال، وتتباين هذه الأحكام بين قضاء وآخر، وقد تتضمن حق الدائن بحجز ملكيات المدين والقيام بمصادرة وبيع ممتلكاته قسراً، بالإضافة إلى الحجز الحفظي على أجوره، أو مصادرة مشتريات أو هدايا معينة اقتناها المَدين باعتبراها تحويلاً احتيالياً للمال، وتعتمد حقوق دائنين محددين جزئياً عادةً على سبب الدين وشروط أي عقد يوثقه.

## أولوية الدائنين
لا تتعامل الأحكام المذكورة مع حقوق الدائنين ضد المدين فحسب، بل مع حقوقهم ضد غيرهم من الدائينين أيضاً، فعندما يدّعي العديد من الدائنين الحق بمصادرة ملكية معينة أو مصادرة أموال المدين بشكل عام، تحدد القواعد التي تحكم حقوق الدائن أيّاً من الدائنين يُعتبر أكثر استحقاقاً لأي إعفاء سيُقدّم.
عموماً، يمكن تقسيم الدائنين إلى فئة أمّنت مصالحها من خلال إنشاء سجل عام مناسب للديون وأي من الممتلكات طالبوا بها كضمان لحقوقهم، وأخرى لم تقم بهذه الإجراءات، كما يمكن تصنيف الدائنين وفقاً لما إذا كانوا يملكون الضمانات، أو إذا كان الدين قد أُنشئ كمصلحة لتأمين أموال الشراء، ويمكن للدائن عموماً أن يطلب من المحكمة أن تُلغي أي تحويل احتيالي بهدف نقل ملكية المدين أو أمواله بعيداً عن متناوله.

## تدابير استرداد المال من المَدين
إذا فشل المَدين (أو زبون جهة تجارية ما) في تسديد ديونه، تُتاح أمام تلك الجهة باعتبرها دائنة عدة تدابير تساعدها في استرداد المال منه، تتضمن أساليب لا تتطلب تدخل المحكمة، وأخرى تقتضيها.
وعادة ما يتلافى العديد من الدائنين في محاولاتهم الأولى باسترداد أموالهم تدخّل المحاكم، فيمكن أن يتواصل الدائن ببساطة مع المدين بشكل مباشر ويطالبه بالدفع، فإن فشلت هذه المحاولات، يستطيع الدائن تحويل حساب المدين لوكالة أخرى معنية بجمع الديون، وتُنظّم ممارسات هكذا وكالات من أجل تجنّب حدوث انتهاكات، فعلى سبيل المثال، يحدد قانون ممارسات جمع الديون العادل كيفية، وزمان ومكان التواصل مع المدينين، ويمنع الممارسات المخادعة، فإذا انتهك جابٍ للديون القانون، قد يحقّ للمدين أن يُعوَّض عن الأضرار، علماً أن القانون المذكور ينطبق على الأشخاص الذين يجبون الديون المَدين بها لشخص آخر وحسب، دوناً عن الدائنين الجابين ديونهم الخاصة.
وتُعد صفقات الضمان من الأساليب الأخرى المُستخدمة بعيداً عن المحاكم، وهي عبارة عن صفقات بيع أو اقتراض يمنح فيها المَدين الدائن حق المطالبة بملكية معينة للأول لضمان سداد الدين، ويكون للدائن المؤمَّن أفضلية على أمثاله في حال وجود مطالبات متنافسة بالملكية أو بعائدات بيعها.
أما بالنسبة للتدابير المحكمية، فقد يتمكن الدائن بحالات الطوارئ من الاستحواذ على ملكية المَدين حتى قبل أن تحسم المحكمة المسألة، ولكن هذه الإجراءات تُعتبر استثنائية، وينبغي ألّا تُطبق إلا عندما تكون الطرق الأخرى عقيمة أو دون جدوى، كما في حالة البضائع القابلة للتلف.

## الممارسات القانونية المتخصّصة
يملك بعض المحامين دائرة ممارسات متخصصة تركّز على جمع هكذا ديون، وكثيراً ما يشار إلى هؤلاء المحامين بمحاميّ الجمع.
ينفذ المحامون الذين يعملون في مجال حقوق الدائنين أحد الأمور التالية أو جميعها:
- رفع دعاوى واستخدام تقنيات جمع قانونية أخرى لجمع ديون المستهلكين (الديون التي تُدان للأفراد)
- رفع دعاوى واستخدام تقنيات جمع قانونية أخرى لجمع الديون التجارية (ديون تُدان لجهات تجارية)
- تمثيل اهتمامات الدائنين في دعاوى الإفلاس[4]
- رهن أو حجز المنازل أو العقارات التجارية في حال كان المشتري متخلّفاً عن الدفع.
- استرداد (أو إعادة) السلع المضمونة (مثل السيارات) إذا تخلّف المشتري عن الدفع.